# 1975
1975. је била проста година.

## Догађаји

### Март
- 10. март — Снаге Северног Вијетнама су напале град Буон Ма Туот, чиме је започела офанзива која је довела до пада Јужног Вијетнама.
- 21. март — Привремено војно веће Етиопије на челу с вођом пучиста, потпуковником Менгистуом Хајле Маријамом, укинуло 3.000 година стару Етиопско царство.

### Април
- 3. април — Боби Фишер је одбио да игра шаховску партију против Анатолија Карпова, препустивши му тако титулу.
- 4. април — Бил Гејтс и Пол Ален основали Мајкрософт.
- 4. април — У паду америчког војног транспортног авиона после полетања из Сајгона погинуло 155 вијетнамске деце, ратне сирочади.
- 13. април — Војним пучем у Чаду збачен је са власти, а потом убијен председник Франсоа Томбалбаје.
- 13. април — Припадник хришћанске милиције у предграђу Бејрута убио је у аутобусу 22 Палестинца, што се сматра почетком грађанског рата у Либану.
- 17. април — Црвени Кмери заузели су главни град Камбоџе Пном Пен и прогласили успостављање Демократске Кампућије, чиме је окончан грађански рат у Камбоџи.
- 24. април — Терористи из Фракције црвене армије су заузели амбасаду Западне Немачке у Стокхолму, узели 11 таоца и затражили пуштање из затвора својих чланова.
- 29. април — Последњи амерички војници евакуисани су из Сајгона, дан уочи уласка северновијетнамских снага у град.
- 30. април — Амерички војници су завршили хеликоптерску евакуацију америчких држављана, јужновијетнамских цивила и других из Сајгона мало раније него што су северновијетнамски војници заузели Сајгон, чиме је окончан Вијетнамски рат.

### Мај
- 16. мај — На основу резултата референдума одржаног месец дана раније, Сиким је укинуо монархију и припојио се Индији, као њена 22. држава.

### Јун
- 25. јун — Мозамбик је после 477 година стекао независност од Португалије.

### Јул
- 5. јул — Зеленортска Острва су добила независност након 500 година португалске власти.
- 17. јул — Амерички и совјетски васионски бродови „Сојуз 19“ и „Аполо 18“ спојили су се у Земљиној орбити.
- 30. јул — Хелсиншки споразум је потписан на завршном састанку треће фазе Конференције о европској безбедности и сарадњи (КЕБС) одржаној у Хелсинкију, у Финској након двогодишњих преговора познатих као Хелсиншки процес. Све тада постојеће европске земље (осим Андоре и прокинеске Албаније), као и Сједињене Америчке Државе и Канада, укупно 35 држава учесница, потписале су Завршни акт у покушају да побољшају детант између Истока и Запада .

### Август
- 15. август — У војном пучу убијен председник Бангладеша шеик Шеик Муџибур Рахман.

### Новембар
- 10. новембар — Владе Југославије и Италије потписале уговор о дефинитивном решењу граничних и других питања између двеју земаља.
  - СС Едмунд Фицџералд, највећи број на северноамерички Великим језерима, је потонуо уз губитак живота 29 особа.
- 22. новембар — Хуан Карлос је проглашен краљем Шпаније, након смрти диктатора Франсиска Франка.

### Децембар
- 7. децембар — Индонежанска армија је ушла у Источни Тимор где је, након укидања тровековне португалске колонијалне власти, избио грађански рат.

### Датум непознат
- Википедија:Непознат датум — Одржан је међународни шаховски турнир под називом „Аљехинов меморијални турнир у Москви“, Совјетски Савез. Победник је био Ефим Гелер.

## Рођења

### Јануар
- 5. јануар — Бредли Купер, амерички глумац и продуцент[1]
- 7. јануар — Јован Гојковић, српски фудбалер (прем. 2001)[2]
- 8. јануар — Дарко Љубојевић, српски фудбалер[3]
- 11. јануар — Матео Ренци, италијански политичар, 56. премијер Италије
- 15. јануар — Мери Пирс, француска тенисерка
- 21. јануар — Оливер Дулић, српски политичар[4]
- 23. јануар — Нина Граховац, српска глумица[5]
- 24. јануар — Ђанлука Базиле, италијански кошаркаш[6]
- 25. јануар — Ана Стефановић, српска глумица[7]
- 30. јануар — Жунињо Пернамбукано, бразилски фудбалер[8]

### Фебруар
- 3. фебруар — Маркус Шулц, немачко-амерички ди-џеј и музички продуцент
- 4. фебруар — Натали Имбруља, аустралијска музичарка и глумица[9]
- 7. фебруар — Реми Гајар, француски хумористичар и комичар[10]
- 15. фебруар — Радован Настић, српски уметник, књижевник и радио водитељ
- 18. фебруар — Гари Невил, енглески фудбалер и фудбалски тренер[11]
- 22. фебруар — Дру Баримор, америчка глумица[12]
- 22. фебруар — Себастјен Телије, француски музичар[13]
- 28. фебруар — Саво Ђикановић, црногорски кошаркаш[14]

### Март
- 5. март — Џолин Блејлок, америчка глумица и модел[15]
- 9. март — Хуан Себастијан Верон, аргентински фудбалер[16]
- 9. март — Рој Макај, холандски фудбалер[17]
- 9. март — Милош Тимотијевић, српски глумац[18]
- 15. март — Ева Лонгорија, америчка глумица[19]
- 15. март — Will.i.am, амерички музичар, музички продуцент, глумац и предузетник[20]
- 16. март — Сијена Гилори, енглеска глумица и модел[21]
- 21. март — Драган Луковски, српски кошаркаш
- 21. март — Фабрисио Оберто, аргентински кошаркаш[22]
- 22. март — Марко Гверо, српски глумац[23]
- 22. март — Јиржи Новак, чешки тенисер[24]
- 22. март — Кол Хаузер, амерички глумац и продуцент[25]
- 24. март — Томас Јохансон, шведски тенисер
- 27. март — Стејси Ен Фергусон, америчка музичарка и глумица[26]

### Април
- 2. април — Педро Паскал, чилеанско-амерички глумац[27]
- 2. април — Нејт Хафман, амерички кошаркаш (прем. 2015)[28]
- 9. април — Фабрицио Моро, италијански музичар
- 9. април — Роби Фаулер, енглески фудбалер и фудбалски тренер[29]
- 10. април — Крис Караба, амерички музичар, фронтмен групе [30]
- 10. април — Џенан Лончаревић, српски певач[31]
- 10. април — Дејвид Харбор, амерички глумац[32]
- 11. април — Маја Николић, српска певачица[33]
- 14. април — Вероника Земанова, чешка порнографска глумица и еротски модел[34]
- 17. април — Стефано Фјоре, италијански фудбалер[35]
- 19. април — Џентлман, немачки реге музичар
- 22. април — Карлос Састре, шпански бициклиста
- 24. април — Дејан Савић, српски ватерполиста и ватерполо тренер[36]
- 30. април — Џони Галеки, амерички глумац[37]

### Мај
- 2. мај — Дејвид Бекам, енглески фудбалер[38]
- 3. мај — Кристина Хендрикс, америчка глумица и модел[39]
- 5. мај — Мина Костић, српска певачица[40]
- 8. мај — Енрике Иглесијас, шпански музичар и глумац[41]
- 12. мај — Џона Лому, новозеландски рагбиста (прем. 2015)[42]
- 16. мај — Тони Како, фински музичар[43]
- 17. мај — Реџи Фриман, амерички кошаркаш
- 18. мај — Џон Хигинс, шкотски играч снукера[44]
- 24. мај — Јанис Гумас, грчки фудбалер и фудбалски тренер[45]
- 27. мај — Џејми Оливер, енглески кувар
- 29. мај — Мелани Браун, енглеска музичарка, глумица и списатељица, најпознатија као чланице групе Spice Girls[46]

### Јун
- 4. јун — Анџелина Џоли, америчка глумица и режисерка[47]
- 7. јун — Ален Ајверсон, амерички кошаркаш[48]
- 12. јун — Томкрафт, немачки ди-џеј и музички продуцент
- 17. јун — Хуан Карлос Валерон, шпански фудбалер и фудбалски тренер[49]
- 19. јун — Хју Данси, енглески глумац[50]
- 19. јун — Ентони Паркер, амерички кошаркаш[51]
- 20. јун — Паулина Манов, српска глумица[52]
- 22. јун — Андреас Кледен, немачки бициклиста
- 23. јун — Алексис Фокс, америчка порнографска глумица[53]
- 25. јун — Алберт Коста, шпански тенисер[54]
- 25. јун — Владимир Крамник, руски шахиста[55]
- 27. јун — Тоби Магвајер, амерички глумац и продуцент[56]
- 30. јун — Ралф Шумахер, немачки аутомобилиста, возач Формуле 1[57]

### Јул
- 1. јул — Суфјан Стивенс, амерички музичар[58]
- 3. јул — Вук Јеремић, српски политичар и дипломата, министар спољних послова Србије (2007—2012), председник Генералне скупштине Уједињених нација (2012—2013)[59]
- 5. јул — Ернан Креспо, аргентински фудбалер и фудбалски тренер[60]
- 5. јул — Ај Сугијама, јапанска тенисерка
- 6. јул — 50 Cent, амерички хип хоп музичар[61]
- 9. јул — Џек Вајт, амерички музичар и музички продуцент
- 10. јул — Мина Лазаревић, српска глумица[62]
- 10. јул — Стефаун Карл Стефаунсон, исландски глумац и певач (прем. 2018)[63]
- 17. јул — Даруд, фински ди-џеј и музички продуцент
- 18. јул — Дерон Малакијан, јерменско-амерички музичар и музички продуцент, најпознатији као гитариста и певач групе
- 18. јул — M.I.A., енглеска музичарка, музичка продуценткиња и активисткиња[64]
- 20. јул — Реј Ален, амерички кошаркаш
- 20. јул — Џуди Грир, америчка глумица, комичарка и списатељица[65]
- 26. јул — Лиз Трас, британска премијерка
- 28. јул — Џералд Браун, амерички кошаркаш
- 29. јул — Денис Марконато, италијански кошаркаш[66]

### Август
- 2. август — Милица Зарић, српска глумица[67]
- 3. август — Феликс Брих, немачки фудбалски судија[68]
- 7. август — Шарлиз Терон, јужноафричко-америчка глумица и филмска продуценткиња[69]
- 12. август — Кејси Афлек, амерички глумац[70]
- 13. август — Хана Јовчић, српска глумица и виолинисткиња[71]
- 16. август — Тајка Вајтити, новозеландски глумац[72]
- 18. август — Слободан Бошкан, српски одбојкаш[73]
- 21. август — Алиша Вит, америчка глумица и музичарка[74]
- 22. август — Обина Екезије, нигеријски кошаркаш[75]
- 27. август — Наташа Тапушковић, српска глумица[76]

### Септембар
- 1. септембар — Натали Басингтвајт, аустралијска музичарка и глумица[77]
- 1. септембар   — Скот Спидман, британско-канадски глумац[78]
- 3. септембар — Редфу, амерички музичар, плесач, музички продуцент и ди-џеј, најпознатији као члан групе [79]
- 8. септембар — Јелена Лиховцева, руска тенисерка[80]
- 9. септембар — Мајкл Бубле, канадски музичар, музички продуцент и глумац[81]
- 11. септембар:
  - Сали Селтман, аустралијска музичарка и музичка продуценткиња
  - Мими Фидлер, немачка глумица[82]
- 17. септембар — Саша Стефановић, српски кошаркаш[83]
- 18. септембар — Џејсон Судејкис, амерички глумац, комичар, сценариста и продуцент[84]
- 20. септембар — Азија Арђенто, италијанска глумица, редитељка и модел[85]
- 20. септембар — Хуан Пабло Монтоја, колумбијски аутомобилиста, возач Формуле 1
- 21. септембар — Дарко Радовановић, српски певач (прем. 2011)
- 27. септембар — Драган Шарац, српски фудбалер и фудбалски тренер[86]
- 30. септембар — Марион Котијар, француска глумица, музичарка и активисткиња за екологију[87]

### Октобар
- 1. октобар — Марко Видојковић, српски писац, музичар и новинар
- 3. октобар — Талиб Квели, амерички хип-хоп музичар[88]
- 4. октобар — Кристијано Лукарели, италијански фудбалер и фудбалски тренер[89]
- 5. октобар — Кејт Винслет, енглеска глумица[90]
- 9. октобар — Марк Видука, аустралијски фудбалер[91]
- 14. октобар — Флојд Ландис, амерички бициклиста
- 22. октобар — Иван Ивановић, српски ТВ водитељ[92]
- 22. октобар — Мичел Салгадо, шпански фудбалер[93]
- 27. октобар — Предраг Дробњак, црногорски кошаркаш[94]
- 29. октобар — Александра Јефтановић, српска ТВ водитељка

### Новембар
- 8. новембар — Тара Рид, америчка глумица[95]
- 13. новембар — Ивица Драгутиновић, српски фудбалер[96]
- 13. новембар — Ким, португалски фудбалер[97]
- 13. новембар — Владо Шћепановић, црногорски кошаркаш и кошаркашки тренер[98]
- 15. новембар — Борис Живковић, хрватски фудбалер[99]
- 17. новембар — Дајен Нил, америчка глумица[100]
- 17. новембар — Џером Џејмс, амерички кошаркаш[101]
- 18. новембар — Џејсон Вилијамс, амерички кошаркаш[102]
- 25. новембар — Александар Чубрило, српски кошаркаш[103]

### Децембар
- 1. децембар — Един Шкорић, српски одбојкаш
- 4. децембар — Игор Хинић, хрватски ватерполиста
- 5. децембар — Рони О’Саливан, енглески играч снукера[104]
- 8. децембар — Ана Станић, српска певачица[105]
- 9. децембар — Александар Каракашевић, српски стонотенисер
- 12. децембар — Мајим Бјалик, америчка глумица[106]
- 13. децембар — Том Делонг, амерички музичар, писац, глумац, редитељ, сценариста и музички и филмски продуцент
- 17. децембар — Мила Јововић, америчка глумица, музичарка и модел[107]
- 17. децембар — Немања Којић Којот, српски музичар
- 18. децембар — Сија Ферлер, аустралијска музичарка и музичка продуценткиња[108]
- 21. децембар — Палома Херера, аргентинска балерина
- 23. децембар — Били Томас, амерички кошаркаш[109]
- 26. децембар — Марсело Риос, чилеански тенисер
- 30. децембар — Лео Леринц, српски фудбалер[110]

## Смрти

### Фебруар
- 24. фебруар — Николај Булгањин, совјетски политичар

### Март
- 13. март — Иво Андрић, српски књижевник. Добитник Нобелове награде за књижевност. (* 1892).

### Април
- 13. април — Франсоа Томбалбаје, чадски политичар

### Јул
- 17. јул — Константин Гамсахурдија, грузински писац и јавна личност[111]

### Август
- 15. август — Шеик Муџибур Рахман, бангладешки политичар

### Децембар
- 4. децембар — Хана Арент, немачка политичка теоретичарка († 1906)

## Нобелове награде
- Физика — Оге Нилс Бор, Бен Рој Мотелсон и Лео Џејмс Рејнвотер
- Хемија — Сер Џон Воркап Корнфорт и Владимир Прелог
- Медицина — Дејвид Балтимор, Ренато Дулбеко и Хауард Мартин Темин
- Књижевност — Еуђенио Монтале
- Мир — Андреј Сахаров (СССР)
- Економија — Леонид Канторович (СССР) и Чалинг Купманс (САД)